# Progyndes
Progyndes is een geslacht van hooiwagens uit de familie Gonyleptidae.
De wetenschappelijke naam Progyndes is voor het eerst geldig gepubliceerd door Roewer in 1917. 

## Soorten
Progyndes omvat de volgende 5 soorten:
- Progyndes basiliscus
- Progyndes brasiliensis
- Progyndes curvitibialis
- Progyndes iporangae
- Progyndes trochanteralis